# Фольке Толстый
Фольке Толстый (швед. Folke den tjocke) — средневековый шведский дворянин, который жил предположительно в начале 1100-х годов. Согласно хронике Саксона Грамматика «Деяния данов», это был «самый могущественный человек в Швеции».
Саксон также говорит, что Фольке был женат на Ингигерде Кнудсдоттер Датской, дочери короля Дании Кнуда IV Святого, который был убит в 1086 году. Вместе с ней Фольке был отцом Бенгта Снивиля и Кнута Фолькессона, а также дедом Биргера Бросы. По словам Йоханнеса Бюреуса, он должен был быть сыном Ингевальда Фолькессона и внуком Фольке Фильбютера, но эти данные настолько устарели, что не заслуживают доверия.